# أرنب المستنقع
أرنب المستنقع (الإسم العلمي:Sylvilagus aquaticus)، هو نوع من الثدييات يتبع فصيلة الأرانب ضمن رتبة الأرنبيات. يستوطن المستنقعات والأراضي الرطبة في جنوب الولايات المتحدة.